# 대한민국 민법 제679조
대한민국 민법 제618조는 현상광고의 철회에 대한 민법조문이다.

## 조문
제679조(현상광고의 철회) ① 광고에 그 지정한 행위의 완료기간을 정한 때에는 그 기간만료전에 광고를 철회하지 못한다.
②광고에 행위의 완료기간을 정하지 아니한 때에는 그 행위를 완료한 자 있기 전에는 그 광고와 동일한 방법으로 광고를 철회할 수 있다.
③전광고와 동일한 방법으로 철회할 수 없는 때에는 그와 유사한 방법으로 철회할 수 있다. 이 철회는 철회한 것을 안 자에 대하여만 그 효력이 있다.

第679條(懸賞廣告의 撤回) ① 廣告에 그 指定한 行爲의 完了期間을 定한 때에는 그 期間滿了前에 廣告를 撤回하지 못한다.
②廣告에 行爲의 完了期間을 定하지 아니한 때에는 그 行爲를 完了한 者 있기 前에는 그 廣告와 同一한 方法으로 廣告를 撤回할 수 있다.
③前廣告와 同一한 方法으로 撤回할 수 없는 때에는 그와 類似한 方法으로 撤回할 수 있다. 이 撤回는 撤回한 것을 안 者에 對하여만 그 效力이 있다.

## 사례
- 한 고객이 계좌를 개설하기 위해 은행에서 줄을 서서 기다리고 있었는데, 다음과 같은 포스터가 벽에 붙어 있는 것을 보았다.  "신규 고객 중 5분 이상 줄을 서 있다면, 우리는 당신에게 $25을 보너스로 지급할 것입니다!” 고객 행복을 최우선으로. (이 제안은 언제든지 철회 할 수 있습니다.) 고객은 자신의 시계로 타이머를 시작하여 3분 정도 줄을 서서 기다렸다. 그런데 은행 지점장이 오더니 벽의 포스터를 내렸다. 고객이 25달러를 요구하는 경우, 고객이 계약조건을 개시한 이상 은행은 취소할 수 없기 때문에 은행은 돈을 지급해야 한다.

## 참고 문헌
- 오현수, 일본민법, 진원사, 2014. ISBN 9788963463452
- 오세경, 대법전, 법전출판사 , 2014 ISBN 9788926210277
- 이준현 , LOGOS 민법 조문판례집, 미래가치, 2015. ISBN 9791155020869

## 같이 보기
- 임대차